# Freie von Laax

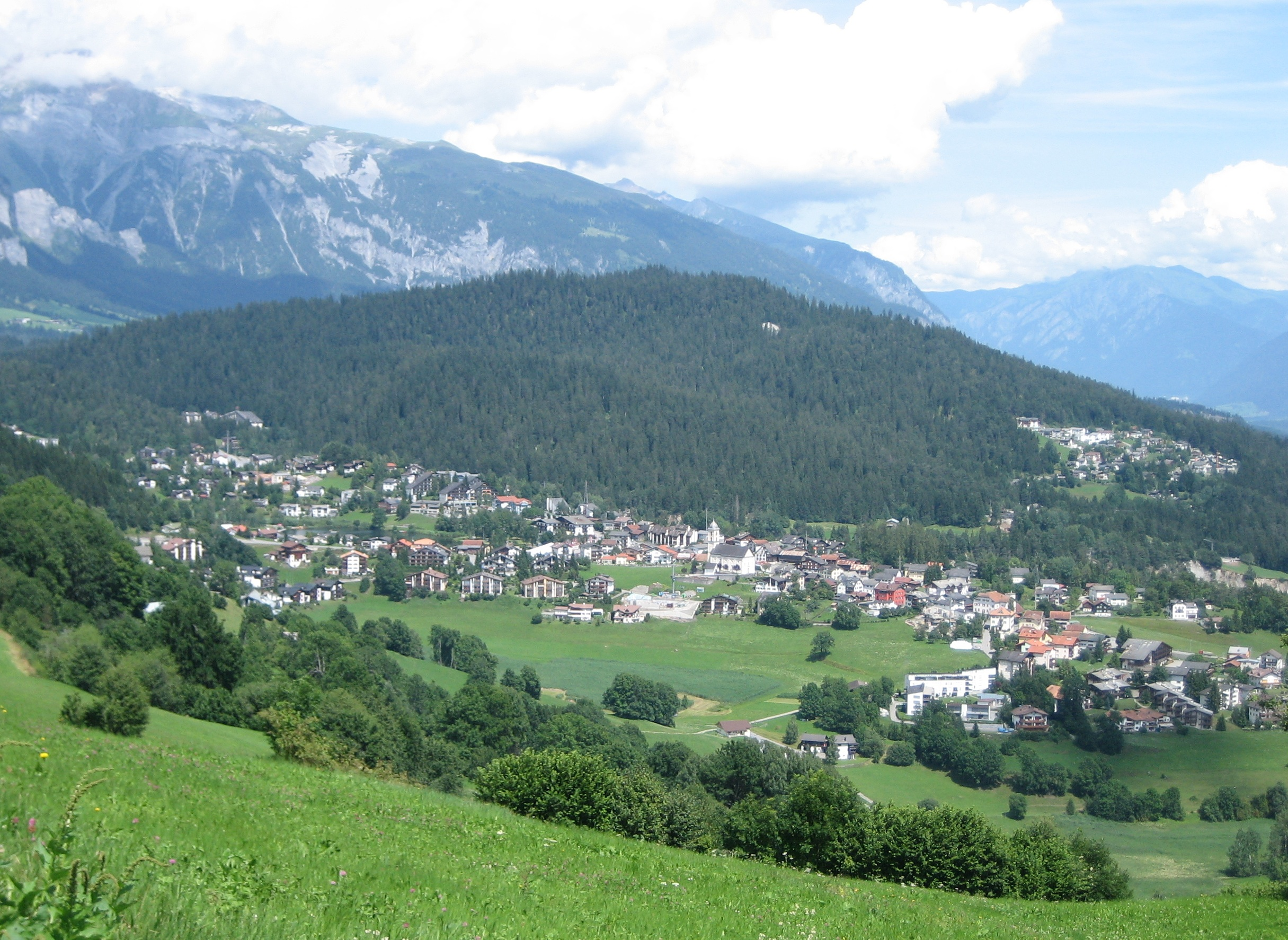
Laax

Die Freien von Laax (Ils libers da Laax) waren eine dörfliche Gemeinschaft oberhalb des Flimser Waldes im Gebiet des heutigen Laax. Freie gab es auch auf dem Gebiet der Gemeinde Sevgein. Der Name des Tales Surselva (= oberhalb des Waldes) gibt heute noch Zeuge über die Ansiedlung oberhalb der Grosswaldes von Flims.
Die Herkunft der Freien von Laax ist nicht geklärt. Denkbar ist, dass ihr privilegierter Status auf hochmittelalterliche Kolonisationsvorgänge zurückgeht. Nicht auszuschliessen ist auch eine Besiedlung durch deportierte Sachsen aus den Sachsenkriegen Karls des Grossen oder durch Bauern im Gefolge klösterlicher Niederlassungen. Falls die neuen Siedler deutsche Einwanderer waren, wurden sie rasch und gründlich romanisiert, wie die gerade in Laax rein romanischen Orts- und Flurnamen zeigen.
Der Name «Laax» wird 1290 in einem Verzeichnis der Kathedrale von Chur erstmals genannt ohne Hinweis auf die Entstehung der Siedlung. Die erste Nachricht über die Freien von Laax findet sich in einem Verzeichnis der habsburgischen Rechte und Güter, das König Albrecht I. zu Beginn des 14. Jahrhunderts erstellen liess. Darin werden eine Grafschaft und eine Herrschaft Laax ausführlich beschrieben. Die Grafschaft Lags der Freien von Laax wurde wohl um 1280 errichtet und dem Haus Habsburg verliehen.

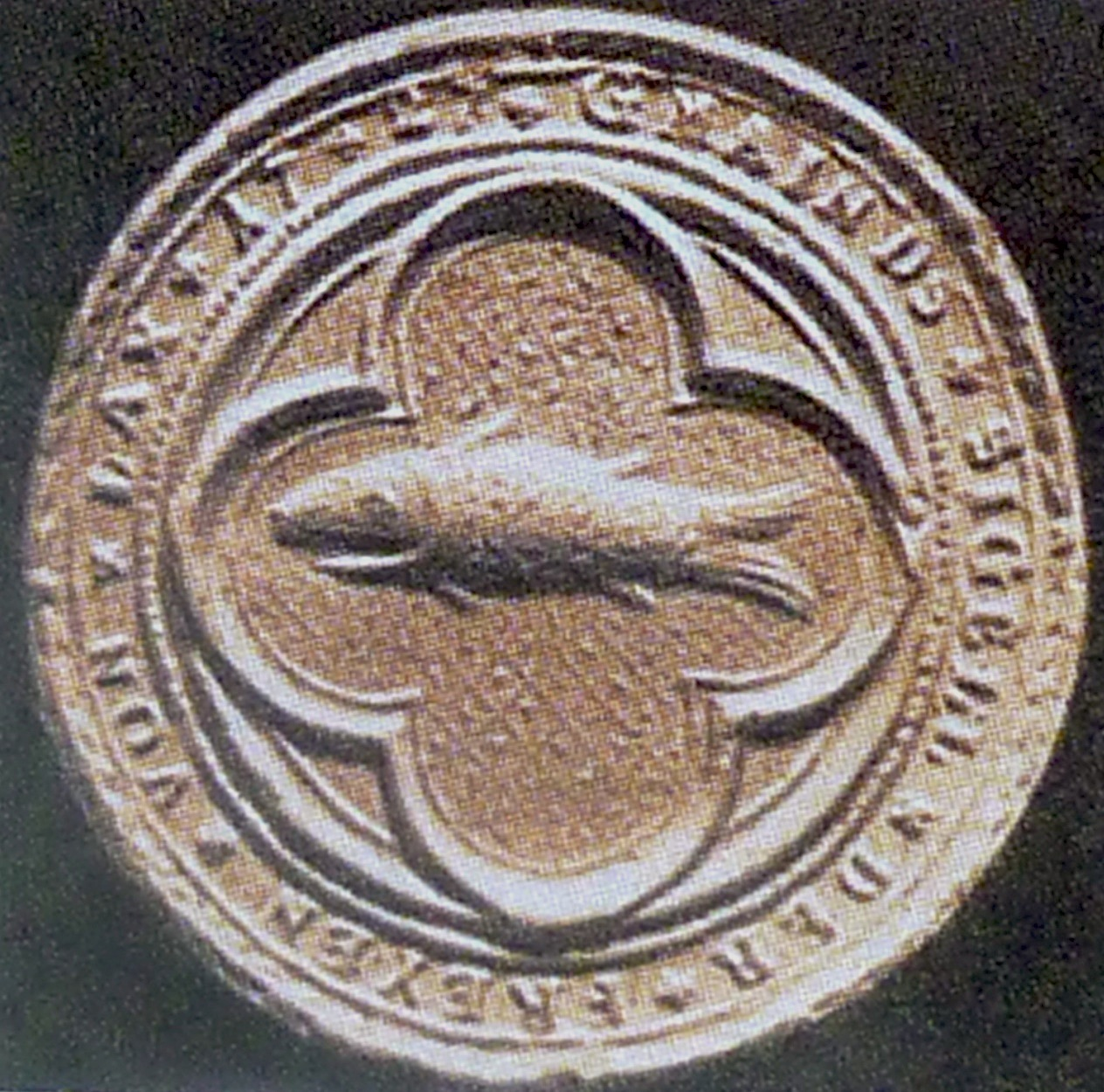
Gmainds Siegel der Freyen von Lax 1727

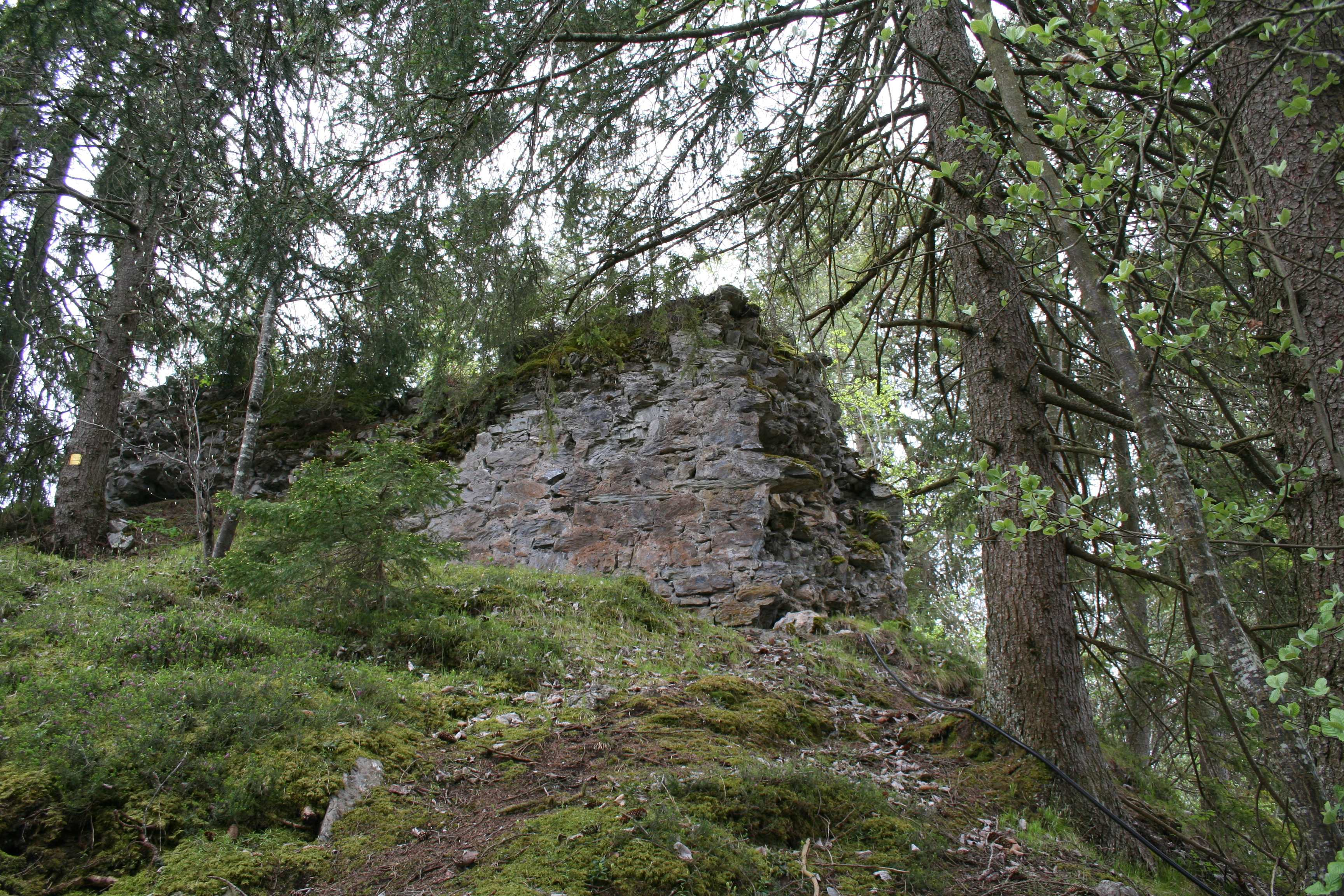
Reste der nördlichen Turmwand der Burg Lagenberg

Das Zentrum der Grafschaft Laax war die Burg Lagenberg. 1323 wurde die Burg in einer Fehde von Donat von Vaz erobert und zerstört: da die vest zerbrochen wart, die weil si der von Vatz inne het. Nach Donats Tod 1337 kam die Lagenberg über seine Schwester Ursula von Vaz am 3. Mai 1342 in den Besitz ihres Gatten Rudolf von Werdenberg-Sargans: die fryen ze Lax vnd mit namen waz im ze sinem wip worden ist… .
Die Freien waren als Genossenschaften bzw. Nachbarschaften organisiert, hatten das Recht auf eigenen Grundbesitz und waren von jeder herrschaftlichen Gewalt unabhängig. Ihre Grafschaft war keine Territorialherrschaft, wie sie beispielsweise die Freiherren von Rhäzüns oder das Kloster Disentis besassen. Sie war eine Gerichtsgemeinde, ein Verband freier Personen, die als Gruppen in Laax und den Dörfern der Surselva lebten.
1428 kauften sich die Freien von Laax für 300 Golddukaten von den Rechten der Werdenberger los, traten 1434 in den Grauen Bund über und stellten sich als freie Gotteshausleute unter den Schutz des Bistums Chur.
An Orten, wo sich viele Freie niedergelassen hatten – in der Gruob, am Heinzenberg, in der Talschaft Schams, in Breil/Brigels –, ist ein Typ von Familiennamen besonders häufig vertreten: Alle weisen das typische Ca- in Namen für die Bezeichnung des Hauses bzw. der Hausmacht auf. Beispiele sind Capal (Pal = Paul), Cajochen (Jochen), Cajacob (Jakob), Cahannes (Johannes), Cantieni (Anton) oder Cathomas/Cathomen (Thomas).

## Literatur

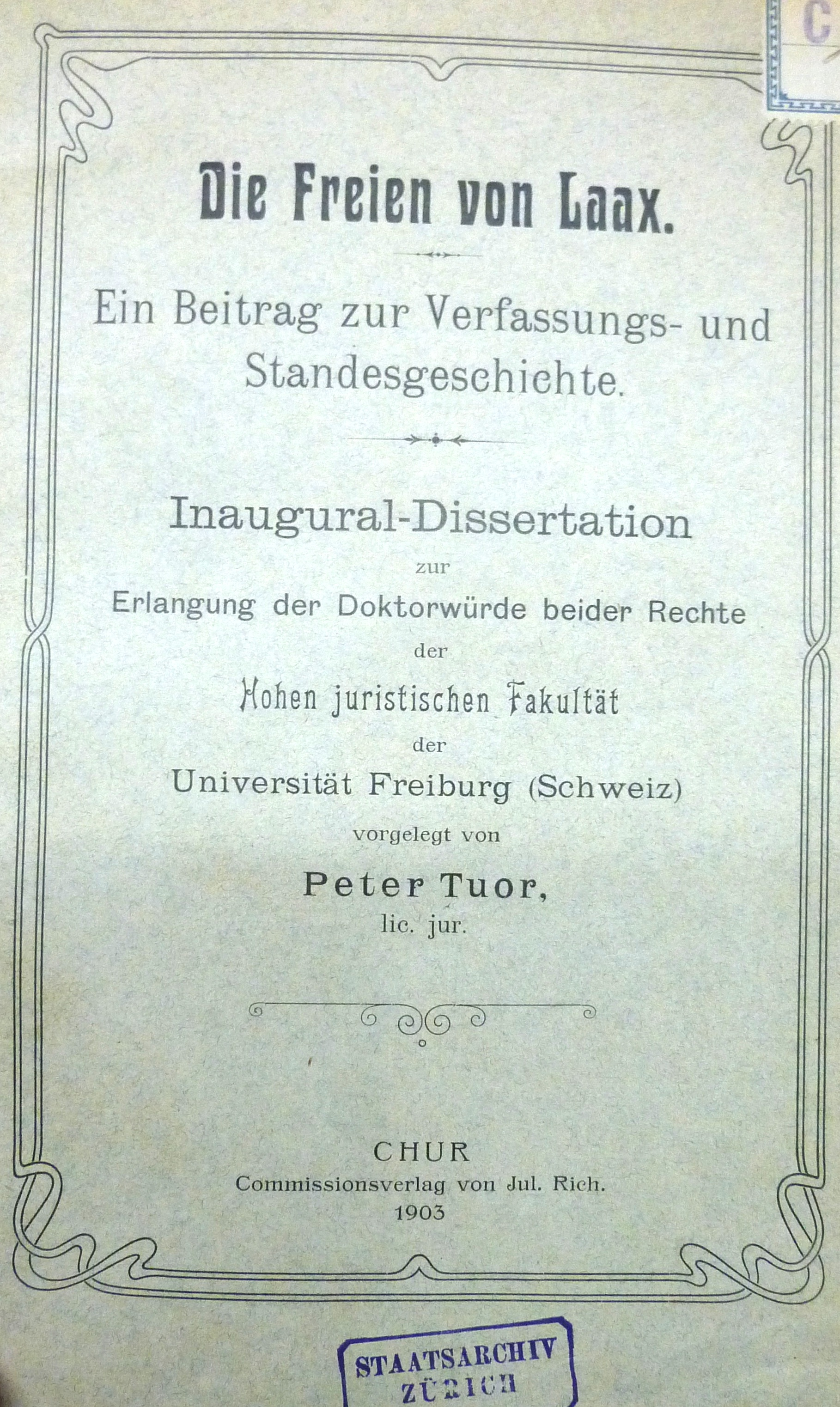
Dissertation von Peter Tuor, 1903